# Eriophora plumiopedella
Eriophora plumiopedella là một loài nhện trong họ Araneidae.
Loài này thuộc chi Eriophora. Eriophora plumiopedella được miêu tả năm 1987 bởi Chang-Min Yin, Jia-Fu Wang & Zhang.